# Альянс (компания)
ОАО «НК „Альянс“» — российская нефтяная компания. В 2008 слилась с компанией West Siberian Resources, в результате чего была образована международная нефтяная компания Alliance Oil, инкорпорированная на Бермудских островах. По состоянию на 2011 год функционировала как составная часть (дочернее общество) Alliance Oil. Полное наименование — Открытое акционерное общество «Нефтяная компания „Альянс“». Штаб-квартира — в Москве.

## История
Учредителями являлись ОАО «Группа Альянс» (основателем которой являлся предприниматель Зия Бажаев, погибший в марте 2000 года в авиакатастрофе), дочернее предприятие «Группы Альянс» ЗАО "Инвестиционная компания «Альянс Капитал» и АО «ВИНКОР.СА», Швейцария. По состоянию на 2007 год НК «Альянс» контролировалась семьёй предпринимателя Мусы Бажаева. 29,9 % акций холдинга, владевшего НК «Альянс», принадлежало Мусе Бажаеву (брату Зии Бажаева), 23 % — Мавлиту Бажаеву (другому брату Зии), 29,9 % акций — несовершеннолетнему сыну Зии Бажаева Дени.
В 2011 году компания заключила меморандум о сотрудничестве в области геологоразведки и добычи нефти и газа с испанской компанией Repsol; предполагается создание совместного предприятия по нефтедобыче, в которое стороны внесут по $400 млн. Российская сторона внесёт свой вклад в СП, как ожидается, активами — нефтедобывающими предприятиями «Татнефтеотдача» и «Санеко».

### Слияние с West Siberian Resources
15 января 2008 года было объявлено о грядущем объединении НК «Альянс» и шведской компании с российскими активами West Siberian Resources. Планировалось, что объединённая компания будет располагать доказанными и вероятными запасами в 430 млн баррелей нефти, её добыча составит 51 000 баррелей нефти в день, а переработка — 70 000 баррелей в день. Предполагалось, что слияние завершится в марте 2008 года.
17 февраля 2008 West Siberian Resources (WSR) и «Группа Альянс» подписали окончательное соглашение по слиянию, в соответствии с которым акционеры НК «Альянс» передают WSR 100 % акций НК «Альянс» в обмен на 1 783 540968 обыкновенных акций WSR, выпускаемых в пользу акционеров НК «Альянс».

### Переход под контроль «Независимой нефтяной компании»
В начале 2013 года Группа Альянс и «Независимая нефтяная компания», принадлежавшая Эдуарду Худайнатову, создали совместное предприятие, в котором сторонам принадлежало 60 и 40 процентов соответственно с ресурсной базой в 500 миллионов тонн нефтяного эквивалента.
В сентябре 2014 года «Независимая нефтяная компания» стала единоличным владельцем нефтегазовых активов группы Альянс, выкупив 60-процентную долю в этом совместном предприятии у семьи Бажаевых.

## Собственники и руководство
Управление в НК «Альянс» осуществляет управляющая компания — ООО «НК Альянс УК», генеральным директором которой является Худайнатов Эдуард Юрьевич.

## Деятельность
Основная деятельность компании сосредоточена на Дальнем Востоке РФ и Казахстане.
Крупнейшие активы НК «Альянс» — компании «Татнефтеотдача», «Потенциал Ойл» (Казахстан), Хабаровский НПЗ, «Амурнефтепродукт», «Приморнефтепродукт», «Хабаровскнефтепродукт», «Альянстрансойл», «Альянс-Байкалнефтесбыт», «Альянс Бункер».
В 2005 году компания добыла 320 тыс. т и переработала 4 млн т нефти, реализовала 4,4 млн т нефтепродуктов. Консолидированная выручка компании по МСФО в 2011 году составила 2,89 млрд долларов США., чистая прибыль — 218 млн долларов США.

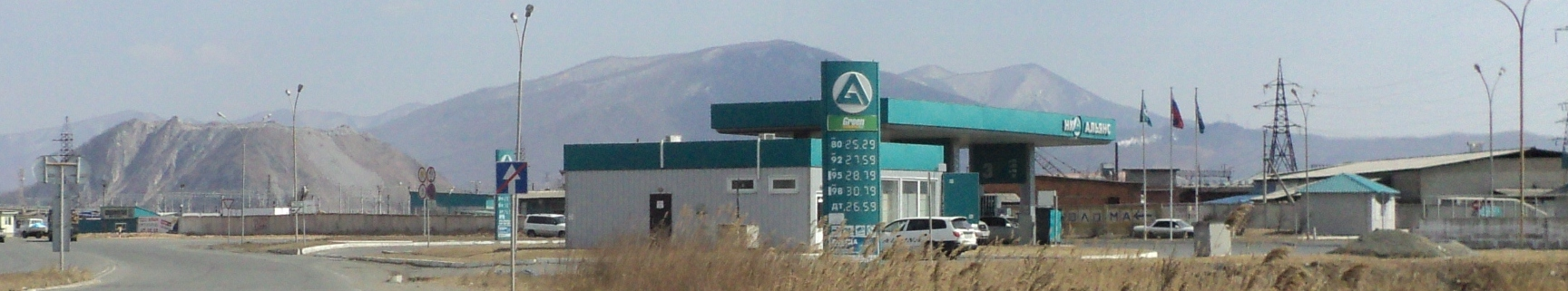
АЗС на въезде в Находку